# 高山植物

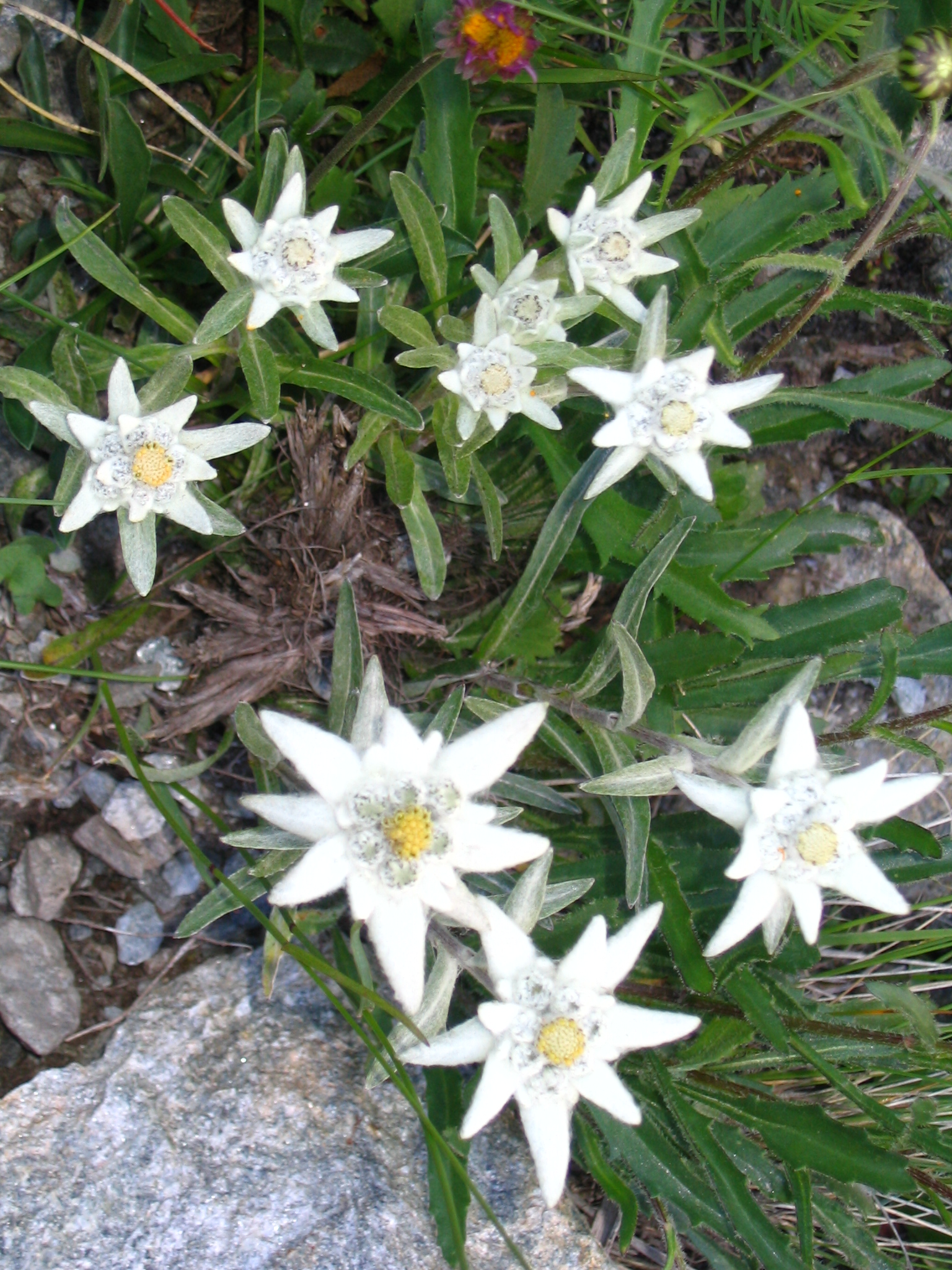
高山薄雪草－瑞士的國花。

高山植物是指在林線以上常年积雪带以下生長的植物。
在年平均溫度低於10℃的高山地帶，樹木不易生長，在森林所能到達的最高海拔，稱為林線。高山地區由於常年低溫、地形陡峭、表面土壤稀少、強風吹襲、烈日照射等自然環境因素，不適合樹木生長，因此高山植物大多為矮小的灌木或草本植物。由於生長季節短、動物媒介少，高山寒原的植物大多具有鮮豔的花朵或果實，以吸引動物媒介傳播花粉、種子。